# Affeltrangen
Affeltrangen är en ort och kommun i distriktet Weinfelden i kantonen Thurgau, Schweiz. Kommunen har 2 837 invånare (2023).
Kommunen består av orterna Affeltrangen, Buch, Märwil och Zezikon.